# سكوت أبوت
سكوت أبوت (بالفرنسية: Scott Abbott)‏ (و. ديسمبر 1979  م) هو صحفي كندي، ولد في مونتريال.

## التعليم
تعلم في جامعة كولجيت، وجامعة تينيسي.